# クレメント・ゴットワルト

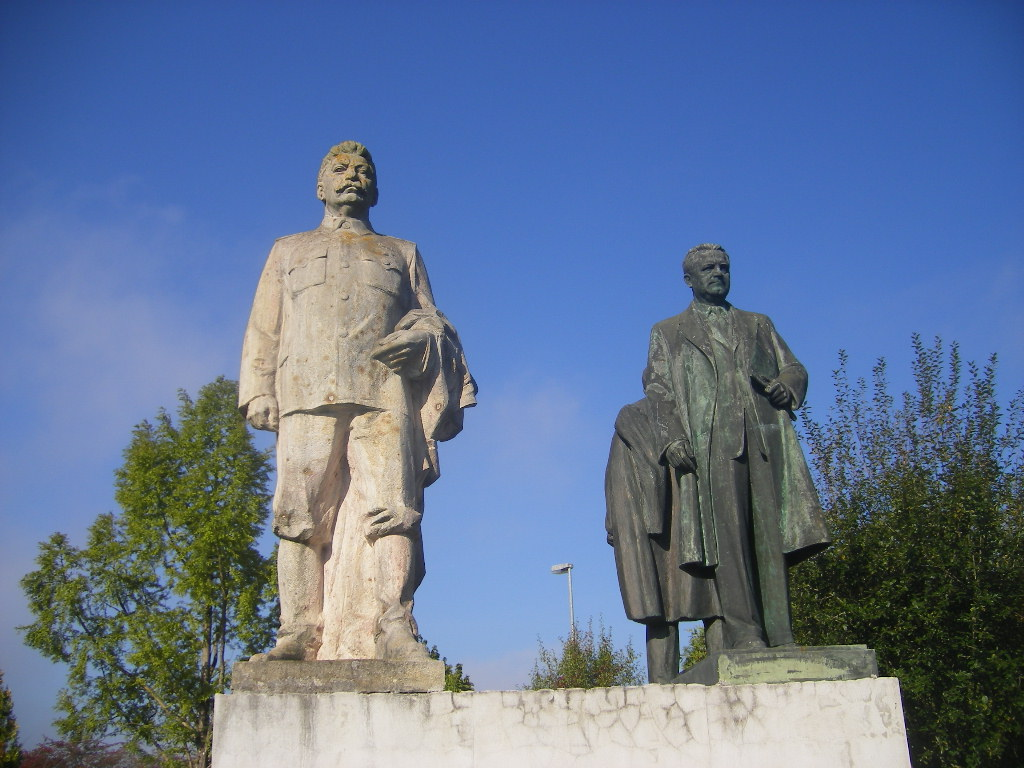
ゴットワルトの立像
_{左にはスターリンの立像が建っている}

クレメント・ゴットワルト（チェコ語: Klement Gottwald, チェコ語発音: [ˈklɛmɛnt ˈɡotvalt], 1896年11月23日 - 1953年3月14日）は、チェコスロバキア共産党の指導者。チェコスロバキア共和国首相（1946-48年）、チェコスロバキア大統領（1948-53年）を務めた。チェコスロバキアの独裁者として知られる。また、ゴットヴァルトとも呼ばれる。

## 来歴・人物
オーストリア＝ハンガリー帝国のメーレン、ヴィシャウ（現在のチェコ・ヴィシュコフ）にて、農夫の子として誕生。
1921年のチェコスロバキア共産党の創設に関わった。1925年より同党中央委員会委員。1926年より同党の様々な要職を務めた。1945年 - 1953年チェコスロバキア共産党委員長、1945年- 1946年副首相、1946年 - 1948年首相、1948年 - 1953年に大統領を務めた。
1945年、チェコスロバキア元大統領で、ロンドンのチェコスロバキア亡命政府の代表であったエドヴァルド・ベネシュが、ゴットワルトと政権を組むことに同意する。1946年の選挙で共産党が総得票数の38%の信任を得て勝利し、同党党首だったゴットワルトはチェコスロバキアの首相に就任した。1948年2月、「勝利の二月（チェコ・クーデター）」により政権を掌握。同年6月7日、ベネシュが大統領を辞任し、これを受けて6月14日にゴットワルトが大統領に就任する。ゴットワルトの政府は、工業や農業の国有化を積極的に進めた。
ゴットワルトはスターリン主義者であった。このため、政府内からソ連に反対する勢力を排除するために、まず非共産主義者を排除し、続いて共産主義者の粛清も行うようになった。ゴットワルトにより粛清された人物は、元共産党書記長のルドルフ・スラーンスキーや元外務大臣のヴラジミール・クレメンティス、グスターフ・フサークにまで及んだ。スラーンスキーとクレメンティスは絞首刑に処された。フサークは終身刑ですんだが、後に名誉回復され、第一書記をつとめた。
1953年3月9日のスターリンの葬儀から戻った5日後に肺炎で亡くなった。心臓病に加え、深酒と梅毒が原因だと言う。遺体は防腐処理されてそれを納める霊廟が建てられたが、1962年に撤去され、遺体は火葬された。

## エピソード
- ゴットワルトの伯父はアメリカ合衆国に移住し、その孫娘にあたるエセルはロバート・ケネディ夫人になっている。
- 1989年に発行された100コルナ紙幣に肖像が使用されていたが、翌1990年には流通が停止された。没後50年以上経過した2005年にチェコ国内で行われた「最悪なチェコ人」の投票では、ゴットワルトは投票総数の26%を得て1位に選ばれている。